# Casa Batlló
Casa Batlló – budynek mieszkalny znajdujący się przy Passeig de Gràcia 43 w Barcelonie, w rejonie Eixample, przebudowany w latach 1904–1906 przez Antoniego Gaudíego. Gaudí zaprojektował także detale wyposażenia wnętrz – meble, oświetlenie, żyrandole itp.
Kamienica została wzniesiona w latach 1875–1877. Producent tekstyliów Josep Batlló i Casanovas, który był jej właścicielem od 1900 roku, planował początkowo zburzenie domu i postawienie w tym miejscu nowego budynku, jednak ostatecznie w 1904 zdecydował się jedynie na zlecenie przebudowy budynku. Zająć się tym mieli Antoni Gaudí oraz Josep Bayó i Font. Gaudí osobiście nadzorował prowadzone prace.
Budynek jest bogato zdobiony, a na jego fasadę składają się liczne elementy nawiązujące do motywów zwierzęcych, takich jak: kości (forma balkonów), łusek (dach), rybie łuski (płytki pokrywające ściany). Ponadto łuskowany dach przypomina smoka, co nawiązuje być może do legendy o św. Jerzym i smoku, stanowiącej element narodowej tożsamości Katalończyków. Do dekoracji zewnętrznych ścian budynku Gaudí wykorzystał nietypowe materiały – różnokolorowe kawałki ceramiki i potłuczonych kafli.
Casa Batlló znajduje się na liście światowego dziedzictwa UNESCO.